# 弗倫奇敦 (印第安納州)
弗倫奇敦（英語：Frenchtown）是位於美國印第安納州哈里森縣的一個非建制地區。